# Terpugowate
Terpugowate (Hexagrammidae) – rodzina morskich ryb skorpenokształtnych.

## Zasięg występowania
Północny Pacyfik i Ocean Arktyczny, wzdłuż szelfu kontynentalnego, większość na głębokości ok. 200 m, niektóre gatunki spotykane na głębokości ok. 600 m.

## Cechy charakterystyczne
- ciało lekko wydłużone i spłaszczone, pokryte łuskami ktenoidalnymi (z wyjątkiem Ophiodon elongatus, u którego występują łuski cykloidalne)
- jedna płetwa grzbietowa, zwykle dwudzielna
- brak pęcherza pławnego
- duże zróżnicowanie ubarwienia
- największy Ophiodon elongatus osiąga długość do 150 cm
- żywią się krabami, pancerzowcami, wieloszczetami, małymi rybami i ikrą.

## Klasyfikacja
Rodzaje zaliczane do tej rodziny są zgrupowane w podrodzinach Hexagramminae, Ophiodontinae, Oxylebiinae, Pleurogramminae, Zaniolepidinae :
Hexagrammos — Ophiodon — Oxylebius — Pleurogrammus — Zaniolepis